# Volkssternwarte Wetterau

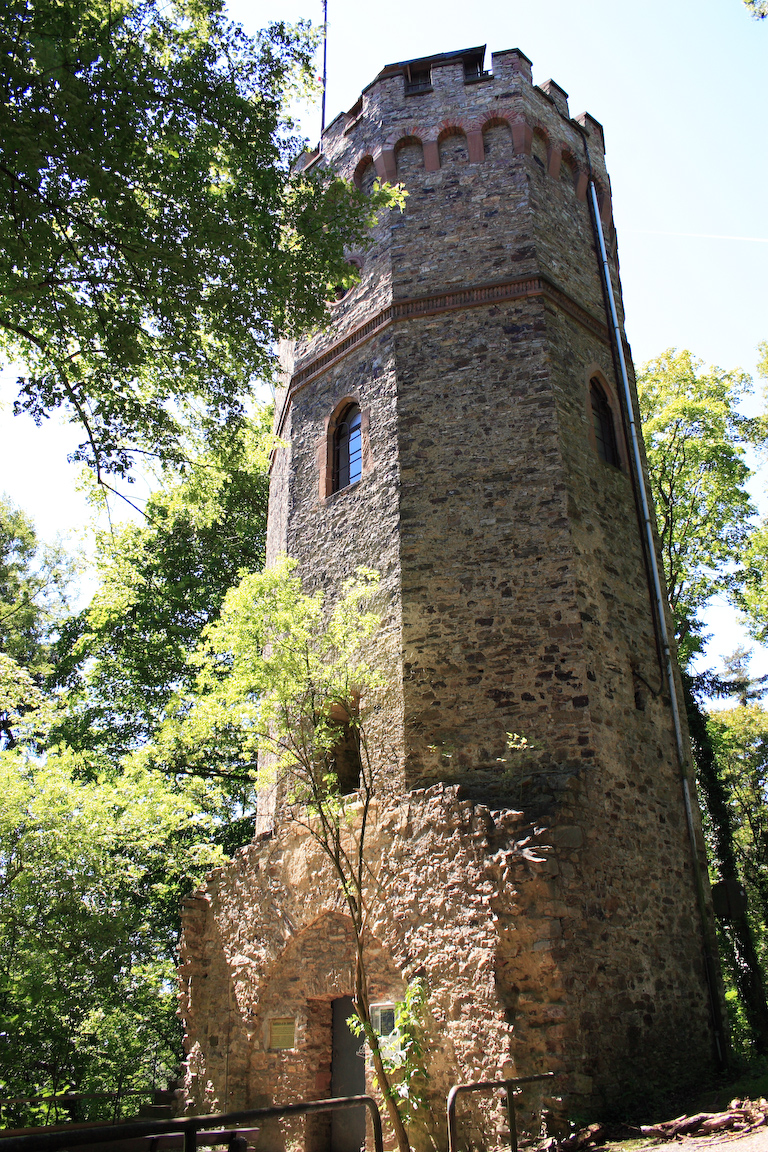
Volkssternwarte Wetterau

Die Volkssternwarte Wetterau ist eine von einer amateurastronomischen Vereinigung betreute Sternwarte. Sie befindet sich auf dem Johannisberg (264,84 m ü. NN) am westlichen Stadtrand von Bad Nauheim in Mittelhessen. Der Name bezieht sich auf die umgebende Landschaft Wetterau.
Seit dem 24. April 2010 ist der Planetenwanderweg der Sternwarte fertiggestellt, der sich vom Goldsteinpark bis hier erstreckt.

## Geschichte
Die Volkssternwarte wurde in den 1970er Jahren von den Mitgliedern des „Vereins der Volkssternwarte Wetterau e. V.“ in Eigenarbeit in einem neugotischen Turm eingerichtet. In den Folgejahren wurde die Ausrüstung modernisiert und eine Beobachtungskuppel aus GFK auf der Turmspitze errichtet.
Die Volkssternwarte Wetterau bietet regelmäßig öffentliche Himmelsbeobachtungen und astronomische Vorträge an.

## Instrumente
Zur Beobachtung werden ein computergesteuertes Schmidt-Cassegrain-Teleskop mit 35 cm Öffnung und ein Refraktor mit 18 cm Öffnung genutzt.